# Pfarrkirche Schwarzenbach an der Pielach

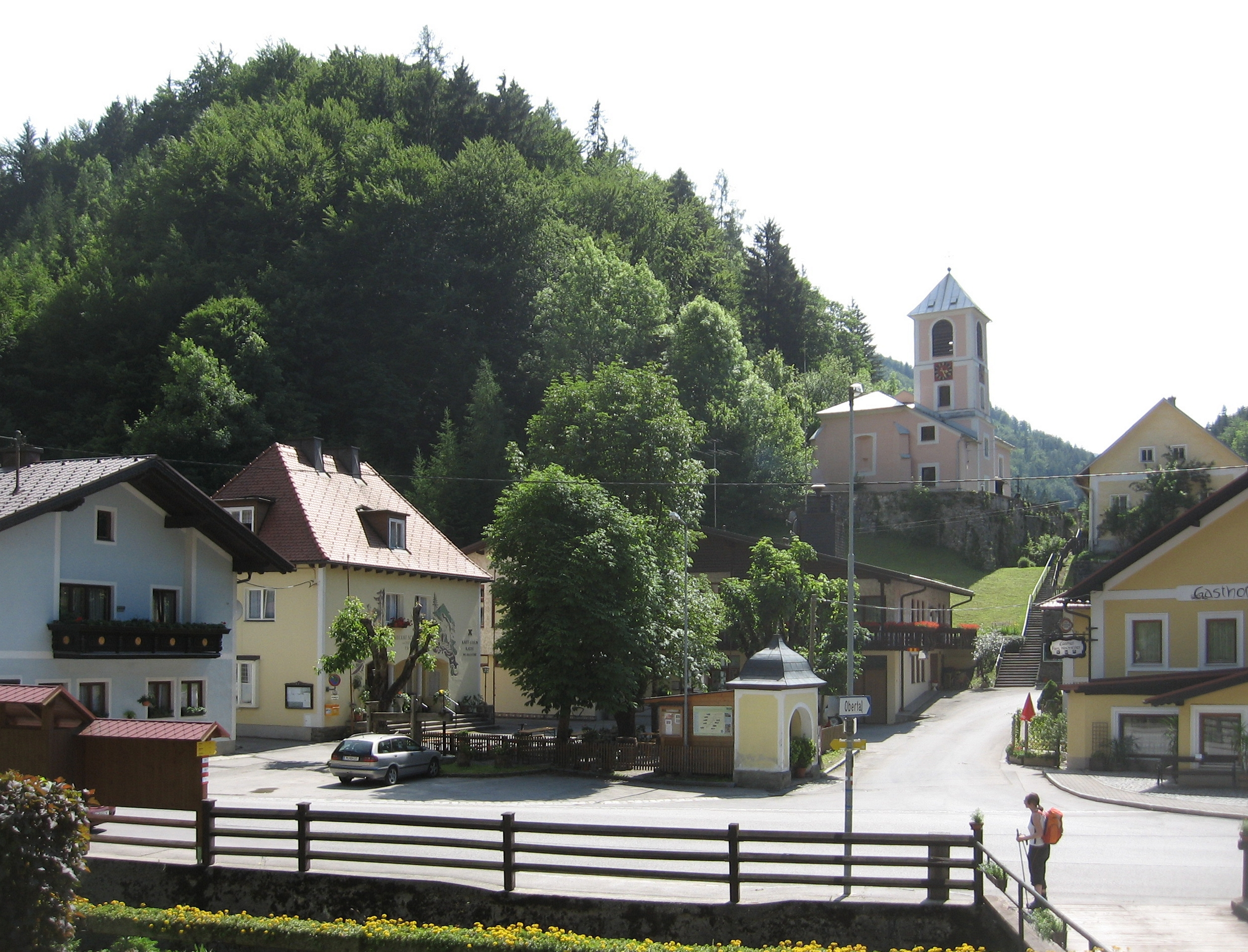
Katholische Pfarrkirche hl. Katharina in Schwarzenbach an der Pielach

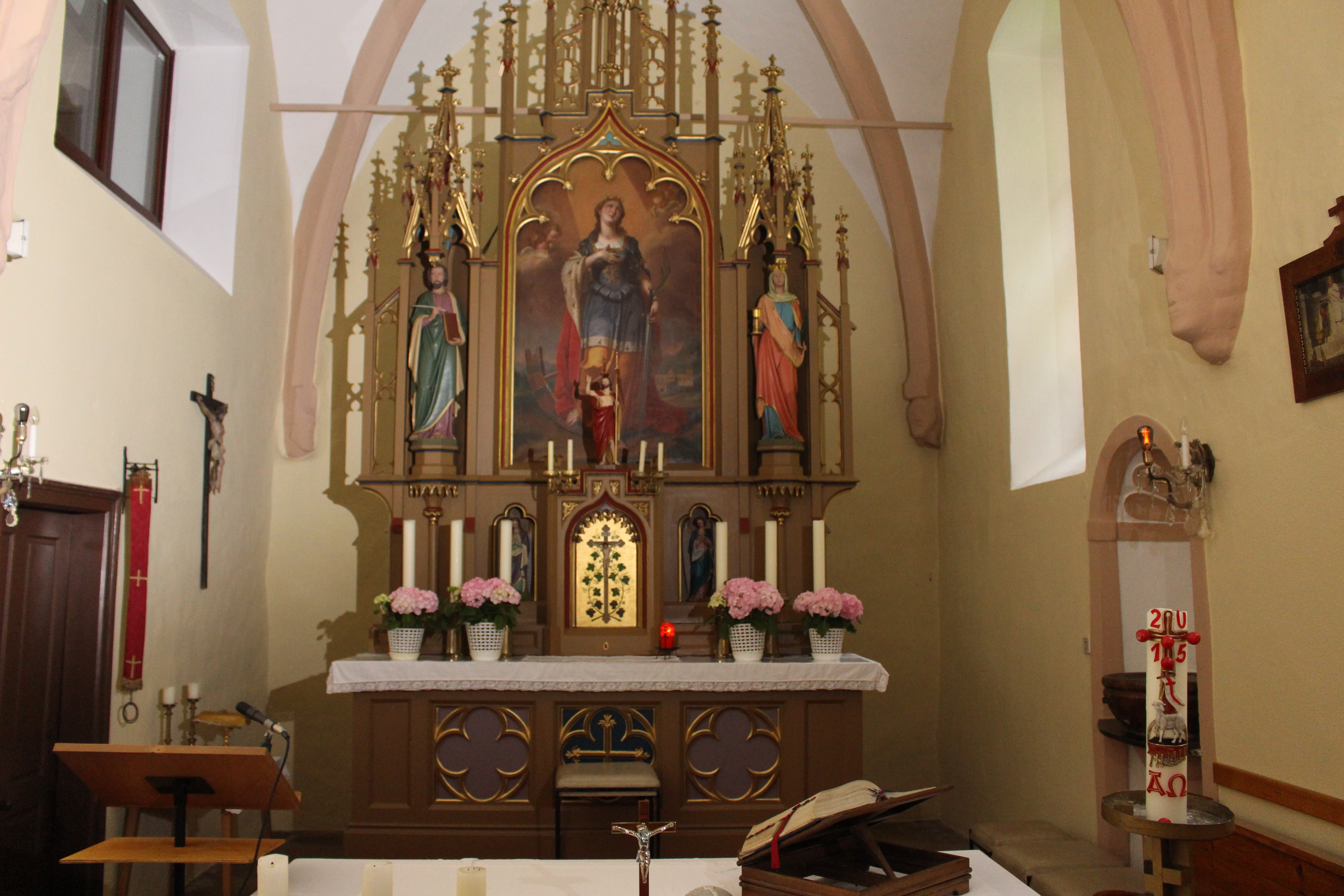
Hochaltar

Die römisch-katholische Pfarrkirche Schwarzenbach an der Pielach steht im Kirchort der Gemeinde Schwarzenbach an der Pielach im Bezirk St. Pölten-Land in Niederösterreich und gehört zum Dekanat Lilienfeld in der Diözese St. Pölten. Die Kirche und der Friedhof stehen unter Denkmalschutz (Listeneintrag). Schutzpatronin der Kirche ist die heilige  Katharina von Alexandrien.

## Geschichte
Urkundlich bestand um 1400 eine Kapelle. Im Jahr 1411 eine Filiale der Pfarrkirche Frankenfels, entstand 1775 ein Benefizium, 1787 eine Pfarrlokalie und 1810 die Pfarre.

## Architektur
Der im Kern spätmittelalterliche Saalbau mit einem barockisierten Langhaus und einem Chor mit einem geraden Schluss hat einen Nordturm. Die Kirche war ehemals von einem ummauerten Friedhof umgeben, der terrassenförmig neu angelegt wurde. Im Friedhof steht ein Kriegerdenkmal aus dem Jahr 1924 mit einem Hochrelief eines Soldaten.
Das Langhaus aus dem 18. Jahrhundert hat niedriges Walmdach, Rechteckfenster und ein spätgotisches, rechteckiges Nordportal aus der Zeit um 1520 mit Profilstabrahmung und Drehschnurdekor. Im nördlichen Chorwinkel steht der dreigeschoßige Turm aus dem 18. Jahrhundert, er hat rundbogige Schallfenster und trägt ein Zeltdach. Im östlichen Turmwinkel steht ein zweigeschoßiger Sakristeianbau unter einem Pultdach. An der Westfront der Kirche schließt sich eine 1964 gebaute dreiseitig geschlossene Beichtkapelle an.
Innen ist das Langhaus mit einer Holzbalkendecke von 1924 überspannt. Die Westempore auf vier hölzernen Rundständern und mit vorgezogener Holzbalustrade ist aus dem 18. Jahrhundert. Der eingezogene Triumphbogen ist spitzbogig. Der Chor mit zwei quadratischen Jochen hat Kreuzrippengewölbe auf Maskenkonsolen aus der ersten Hälfte des 15. Jahrhunderts. Das Turmerdgeschoß ist platzlgewölbt.

## Einrichtung
Die neugotische Einrichtung schuf Engelbert Westreicher um 1900.
Der Altarblatt des Hochaltars zeigt die hl. Katharina in einem Gemälde aus der zweiten Hälfte des 19. Jahrhunderts von August Bauer, flankiert von den Statuen der Heiligen Johannes Evangelist und Barbara. Der Seitenaltar trägt eine Marienstatue. Die Kanzel ist aus Holz.
In der Beichtkapelle befindet sich ein Heiliges Grab mit einem hölzernen Tabernakelaufsatz aus dem Anfang des 19. Jahrhunderts.
Die Orgel baute Franz Capek 1907 in einem neugotischen Gehäuse. Eine kleine Glocke um 1500 zeigt ein umlaufendes Alphabet.

## Grabdenkmäler
Außen erinnert eine gusseiserne Grabplatte an einen 1829 verstorbenen Priester.